# Юлий Ким
Юлий Черсанович Ким (23 декември 1936, Москва) е руски поет, композитор, драматург, сценарист и бард от корейски произход.

## Биография
Роден е в семейството на журналиста и преводач от корейски език Ким Чер Сан и учителката по руски език и литература Нина Валентинигна Всесвятска. Родителите му са жертви на репресиите от 1937-1938 г., баща му е екзекутиран, а майка му като „член на семейството на предатели на родината“ е осъдена на пет години лагер и три години изгнание. През 1958 г., по време на „Размразяването“ тя е реабилитирана, но преди това според правилото за 101-вия километър няма право да пребивава в Москва, така че семейството живее в Малоярославец, Калужка област, а след това (от 1951) - в Туркменистан. Ким се завръща в Москва едва през 1954 г., когато постъпва в Московския държавен педагогически институт.
Докато следва в института, започва да пише мелодии към своите стихотворения (от 1956) и ги изпълнява, акомпанирайки си на седемструнна китара със специална „цигански“ линия. Първите му концерти се провеждат в Москва в началото на 60-те години. Младият автор бързо става един от най-популярните бардове на Русия.
Завършва Историко-филологическия факултет на Московския държавен педагогически институт (1959). По разпределение в течение на три години работи като учител по история, литература и география в Камчатка, след това няколко години преподава история и обществознание в Москва. През тези години Юлий Ким започва да пише и поставя на сцена с учениците си авторски песни с интермедии и вокални сцени, в които се съдържат всички елементи на мюзикъл.
През 1965-1968 г. става един от защитниците на правата на човека. През 1966 г. се жени за Ирина Якир (1948 – 1999) – внучка на репресирания съветски военен деец Иона Якир. Бащата на Ирина, Пьотър, виден активист за правата на човека и дисидент, е арестуван, когато е едва на 14 години, и освободен, когато е на 32 години.
През 1968 г. Ким напуска московското училище, в което преподава, по искане на ръководството на градския комитет на КПСС, заради участието му в редица протестни изявления срещу реставрацията на сталинизма в СССР, в редактирането на нелегалния правозащитен бюлетин Хроника на текущите събытия, а също и заради съчиняването на сатирични злободневни песни, получили широко разпространение наред с песните на Александър Галич и Владимир Висоцки.
До 1985 г. в надписите на филми и плакати на концерти той присъства с псевдонима „Ю. Михайлов“, тъй като официално му е забранено да извършва концертна дейност.
По-голямата част от песните на Юлия Ким са написани с негова собствена музика, но много и в съавторство с композитори като Генади Гладков, Владимир Дашкевич и Алексей Рибников.
През 1974 г. става член на профсъюза на московските драматурзи.
През 1985 г., в началото на Перестройката, играе главната роля в постановката на пиесата си „Ной и синовете му“. Същата година отказва да използва псевдоним и започва да печата със собственото си име. Издаден е и първият диск с негови песни – „Риба-кит“.
Дискографията на Юлий Ким включва повече от 20 заглавия, аудио и видеокасети със записи на песни. Песните на Ким са вписани във всички антологии на автора, както и в много антологии на съвременната руска поезия, сред които са „Строфи Ветка“ (съставител Евгений Евтушенко, 1994).
Юлий Ким е член на Съюза на кинематографистите на СССР (1987), Съюза на писателите (1991) и Пен-клуба (1997). Автор е на около 500 песни (много от които звучат във филми и спектакли), тридесетина пиеси и дузина книги. Носител е на наградата „Златен Остап“ (1998). Лауреат е на руската държавна награда „Булат Окуджава“ (2000).
От 1998 г. живее в Йерусалим и Москва. Член е на редакционната колегия на „Йерусалимското списание“.